# 바빙크 연구소
바빙크 연구소(Bavinck Institute)는 미국 미시간주 그랜드 래피즈에 있는 칼빈 칼리지에 소재하며 화란의 개혁신학자 헤르만 바빙크(Herman Bavinck (1854-1921)에 대한 학술적 연구와 그와 관련된 연구물들을 출판하는 신학연구소이다. 또한 요한 헤르만 바빙크(Johan Herman Bavinck, 1895-1964), 아브라함 카이퍼, B.B. 워필드와 같은 동시대의 학자들도 함께 연구한다. 출판 및 학술 대회를 비롯한 여러 활동을 하고 있다.